# 東郷元帥記念公園
東郷元帥記念公園（とうごうげんすいきねんこうえん、英：Admiral Togo Memorial Park）は、東京都千代田区に所在する公園（都市公園）。

## 概要
東郷元帥記念公園は旧上六公園、旧東郷平八郎邸等の敷地が合わさった千代田区最大の都市公園である。すべり台や健康遊具等を備え、旧東郷邸の史跡も残されている。

## 歴史
前身の一つである上六公園は関東大震災後に内務省帝都復興院による帝都復興事業小公園計画の一環として1929年（昭和4年）7月に開園した。コンクリート造りの上六小学校（現 千代田区立九段小学校）に隣接し、児童達が使用するプールや災害時用の給水施設を備えた先進的な公園として設計された。なお、この地は1880年代には明治法律学校創設者の一人である宮城浩蔵の旧宅があった（宮城浩蔵旧宅跡地）。
もう一つの前身であり名称の由来にもなった東郷平八郎邸は上六公園の北側に位置し東郷の死後史跡として保存されていた。1937年（昭和12年）7月に東郷元帥記念会から東京市へ寄贈され、1942年（昭和17年）に東郷邸の東側隣接地も同会から寄贈されたことを機会に、3つ全てを併合し名称を改め現在の東郷元帥記念公園となった。
その後、東郷邸は1945年（昭和20年）の空襲によりほとんど焼けたが、獅子像と力石、土蔵は残り、土蔵は戦後渋谷区の東郷神社へ移設された。
2017年（平成29年）から、隣接する九段小学校の改修に伴い、公園内のプールが撤去されるため、同年10月から公園の全面的な改修工事が行われた。